# Кохинур

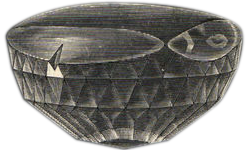
Кохинур в своём старом виде, до 1852 г. Иллюстрация из энциклопедии «Nordisk familjebok»

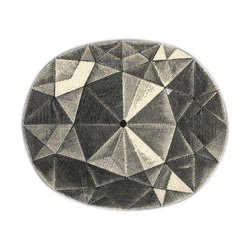
Кохинур в новом виде, после 1852 г. Иллюстрация из энциклопедии «Nordisk familjebok»

«Кохинур», «Кохинор» или «Коинур» (перс. کوہ نور‎, урду کوہ نور‎, хинди कोहिनूर — «Гора света») — алмаз и бриллиант в 105 карат, который принадлежал Индии и в настоящее время находится в короне королевы Елизаветы (Великобритания), один из наиболее знаменитых алмазов в истории.
Один из самых больших бриллиантов, входящих в состав сокровищ британской королевской семьи (самый крупный — «Куллинан I»). Изначально обладал лёгким жёлтым оттенком, но после переогранки 1852 года стал чисто белым.
История «Кохинура» прослеживается достоверно с 1300 года. Легенды же рассказывают о значительно более ранних событиях, связанных с этим камнем.

## Легенды
В течение нескольких веков «Кохинур» украшал тюрбан раджей из династии государства Малвы. Легенда гласила, что, если когда-нибудь «Гора света» упадёт с тюрбана раджи, то весь народ Малвы станет рабами. Так и случилось в 1305 году, когда Малва была завоёвана делийским султаном Ала-ад-Дином. В собственность победителю среди прочих захваченных сокровищ перешёл и «Кохинур». Однако позднее алмаз снова вернулся к правителям Малвы — его владельцем стал Бикерамит (Викрамадитья), раджа Гвалиора.
По другим легендам, происхождение Кохинура связано с сыновьями Ала-ад-дина — Хизр-ханом, Шихаб-уд-дин-Умаром и Кутуб-уд-дин-Мубараком. После смерти отца они стали претендентами на царство и решили разделить всю территорию на три части. С этой целью они отправились в путешествие по владениям отца. В горах их застал ливень, и они укрылись от непогоды в одной из пещер. Войдя внутрь, они увидели, что пещера освещена необычным светом, который исходил от алмаза, лежавшего на гранитном камне. Братья заспорили, кому он должен принадлежать, и стали молиться богам: Хизр-хан — Вишну, Умар — душе мира Брахме, а Мубарак — богу-разрушителю Шиве. Шива услышал молитву Мубарака и пустил в алмаз молнию, после чего он раскололся на три части. Каждый из осколков превышал семьсот каратов. Хизр-хан взял себе самую крупную часть, которую назвал «Дерианур» — «море света». Умар назвал свой камень «Кохинур» — «гора света», а Мубарак дал имя своему камню «Хиндинур» — «свет Индии».
После того, как братья взошли на престол, в стране начались несчастья. Голод и эпидемии уносили десятки тысяч жизней. Чтобы вызвать благорасположение Шивы, Мубарак продал свой алмаз шаху Персии. На полученные деньги он построил храм и установил у входа мраморное изваяние Шивы высотой в три человеческих роста. Но несчастья продолжались. И тогда Хизр-хан и Умар приказали каменотесам вставить алмазы «Дерианур» и «Кохинур» в глазницы изваянию. После чего все бедствия тут же прекратились.
Впоследствии «Дерианур» и «Кохинур» попали к персидскому шаху, который напал на Индию и в числе прочих трофеев захватил эти алмазы. Он приказал вмонтировать их в свой трон.
Со временем «Кохинур» оброс многочисленными преданиями. Рассказывали, что он был найден около 5000 лет назад в Южной Индии, в знаменитых копях Голконды, а его первым владельцем был один из легендарных героев Индии Карна, упомянутый в древнеиндийском эпосе «Махабхарата».

## Период Великих Моголов

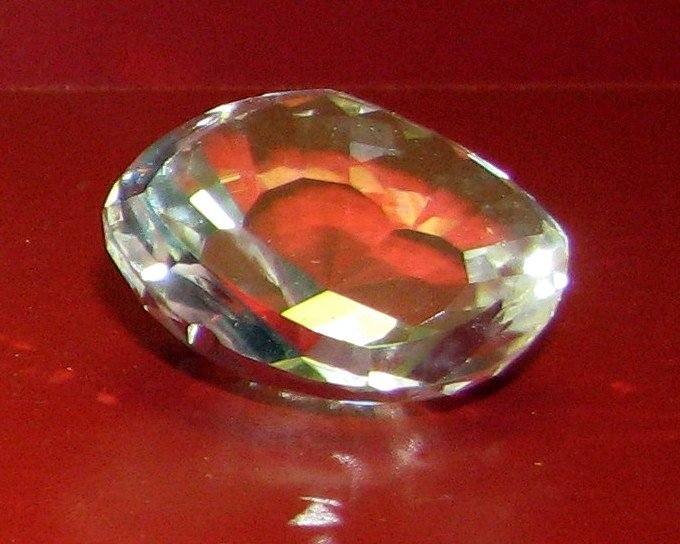
Копия алмаза в древней индийской огранке

В 1526 году в Индию вторглись войска султана Бабура, потомка Тамерлана. C ним находился его сын, воин Хумаюн, будущий основатель династии Великих Моголов. В решающем сражении при Панипате в том же году войска индийцев были разбиты. В этой битве был убит раджа Бикерамит, а его семья схвачена при попытке бегства из Агры. Пытаясь умилостивить победителя, жена раджи вручила Хумаюну все сокровища, включая и «Кохинур». Завоеватели пощадили семью раджи.
Хумаюн торжественно преподнёс алмаз своему отцу, но тот, полюбовавшись алмазом, вернул его сыну. С тех пор правители династии Великих Моголов носили «Кохинур» на своих тюрбанах, пока он не был помещён в знаменитый Павлиний трон. Люди верили, что пока алмаз как нерушимая эмблема сияет над троном Великих Моголов, династия будет продолжаться.
Власть Великих Моголов вскоре распространилась на всю Индию. При внуке султана Бабура Акбаре страна стала единой, как никогда ранее. Акбар был терпим к разным религиям, мягко обращался с завоёванными народами. Будучи образованным человеком, он покровительствовал наукам и искусству. По всей империи возводились школы.
В период своего наивысшего расцвета, при Шах-Джахане, в империи Великих Моголов были созданы такие шедевры, как жемчужная мечеть в Агре и знаменитый Тадж-Махал. Но главным сокровищем династии оставался «Павлиний трон». Описание трона известно нам по путевым запискам ряда путешественников, в том числе Жана-Батиста Тавернье. Так по его описаниям, Павлиний трон находился в специальном зале, где были размещены ещё семь тронов. Он выделялся среди них, так как был установлен на массивном мраморном возвышении, украшенном драгоценными камнями. Сиденье трона поддерживалось шестью массивными золотыми столбами. Вверх возносились инкрустированные золотом и драгоценностями серебряные шесты, подпирая ажурный навес, сплетённый из тонкой серебряной проволоки в виде растительного орнамента — виноградных лоз, листьев и цветов с лепестками из зелёных изумрудов, почками из малиновых рубинов и сердцевиной из голубых сапфиров. Их гребни и хвосты были сплетены из золотой и серебряной проволоки и украшены драгоценными камнями, причём все камни были подобраны так, чтобы имитировать оперение настоящих живых павлинов. Глазами у птиц служили крупные бриллианты. Между павлинами был укреплён «Кохинур» так, чтобы находиться как раз над головой правителя.
У Джахана было четыре сына. Старший брат Аурангзеб желал захватить трон отца, а с ним и «Кохинур», так как считал, что, обладая алмазом, он приобретёт власть над всем миром. После безуспешной попытки подбить на мятеж братьев Аурангзеб в результате переворота захватил власть, убив братьев, а отца, Джахана, заточил в цитадели Агры, превратив в тюрьму тронный зал. Аурангзеб не посмел ни убить отца, ни силой отнять у него «Кохинур», боясь провозгласить себя императором из-за возможных восстаний. В течение семи лет Джахан находился в заключении среди своих сокровищ. Когда Аурангзеб почувствовал себя достаточно уверенно на троне, он потребовал, чтобы отец прислал ему самые крупные драгоценные камни из сокровищ тронного зала, для украшения своего тюрбана, чтобы официально взойти на трон. Джахан умер в 1666 году, на руках своей дочери, в своей украшенной драгоценностями тюрьме.

## Иранский период (Афшарский период)

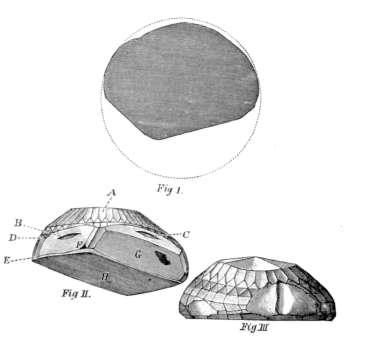
Алмаз в древней огранке (рисунок 1860-х годов).

В 1739 году, во время правления шаха Мухаммеда, в Северо-Западную Индию вторглись и войска персов во главе с Надир-шахом. Они захватили все сокровища Моголов, в том числе Павлиний трон. Но главного сокровища трона — «Кохинура» — на месте не оказалось. Во все концы были разосланы тысячи людей. Тому, кто укажет местонахождение алмаза, было обещано большое вознаграждение. Одна из бывших обитательниц гарема рассказала, что «Кохинур» спрятан в тюрбане Мухаммеда. Во время пира азербайджанский шах обратился к Мухаммеду с предложением обменяться тюрбанами в знак дружбы. На востоке существовал такой обычай с незапамятных времён. Отказаться от этого предложения было невозможно, и Мухаммеду ничего не оставалось, как протянуть свой тюрбан Надир-шаху, а вместе с ним и алмаз. Надир-шах, не дождавшись конца церемонии, поспешил к себе, развернул тюрбан и, увидев алмаз, закричал: «Гора света!» (по-персидски «кох-и нур»). Так камень получил своё имя.
Надир-шах вернулся в Иран и в течение своего царствования испытал череду несчастий — мятежей, отравлений, предательств, которые преследовали всех владельцев «Кохинура». Он практически сошёл с ума, не доверяя никому, и был убит в 1747 году предводителем курдов Салах-Беем.

## Афганский период
После смерти Надир-шаха трон захватил его младший сын, принц Рох, но не смог удержать власть и был свергнут. Однако он успел припрятать «Кохинур» и отказался указать нахождение алмаза даже под пытками. Рох передал алмаз афганцу Ахмаду Абдали. Так «Кохинур» оказался на территории Афганистана, в Кандагаре, где Ахмад-шах Абдали (Дурр-и-Дауран) захватил трон и основал Афганское государство, став родоначальником династии Дурранов.
После смерти Ахмада в 1773 году во главе династии стал его сын Тимур, который перенёс столицу в Кабул. После смерти Тимура власть перешла к одному из его 23 сыновей Заман-Мирзе. Далее — опять дворцовый переворот, в результате которого власть переходит к брату Заман-мирзы Шуджа-уль-Мульку. Заман-мирзу пытают, стараясь выведать местонахождение алмаза, и ослепляют. В тюрьме Заман-мирза выдалбливает в стене углубление и помещает туда алмаз, замазав его штукатуркой. Через несколько лет его обнаруживает тюремщик, от которого алмаз попал к Шуджа-уль-Мульку. И снова следует переворот, и трон переходит к его брату Махмуду. Махмуд ослепляет Шуджа-уль-Мулька и бросает его в темницу. Тот не выдает местонахождение камня и верит, что, пока камень у него, к нему вернётся и царство, и власть. Он бежит из тюрьмы, прихватив с собой драгоценности и «Кохинур». Вместе с семьёй он находит убежище в Лахоре, у Ранджит Сингха, прозванного Львом Пенджаба. Когда раджа узнал об алмазе, он решил под пытками выведать его местонахождение, причём пытки он решил применить не к слепому Шуджа-уль-Мульку, а к его жене. Женщина не выдержала и решила отдать алмаз с рядом условий: освобождение пленников, гарантия их безопасности и пожизненная пенсия. Сингх согласился. Он едва не потерял разум, когда «Гора света» оказалась у него в руках. Он выплатил Шуджа-уль-Мульку 125 тысяч рупий и дал ему пожизненную пенсию в 60 тысяч рупий в год.

## Индийский период
Овладев «Кохинуром», раджа Сингх объединил Пенджаб и создал сильную армию. Он планировал также избавиться от английского влияния в Индии. Однако будучи умным и дальновидным политиком, он понимал, что ему не справиться с растущей мощью англичан. Сингх, проанализировав достаточно кровавую историю «Кохинура», решил, что лучше всего избавиться от него. Он решил преподнести его в дар храму, но не успел, так как умер. Его наследники не знали об этом его решении. После смерти раджи в стране наступили годы анархии и беспорядков. Армия раджи выступила против британцев, и после ряда временных успехов потерпела поражение.

## Английский период

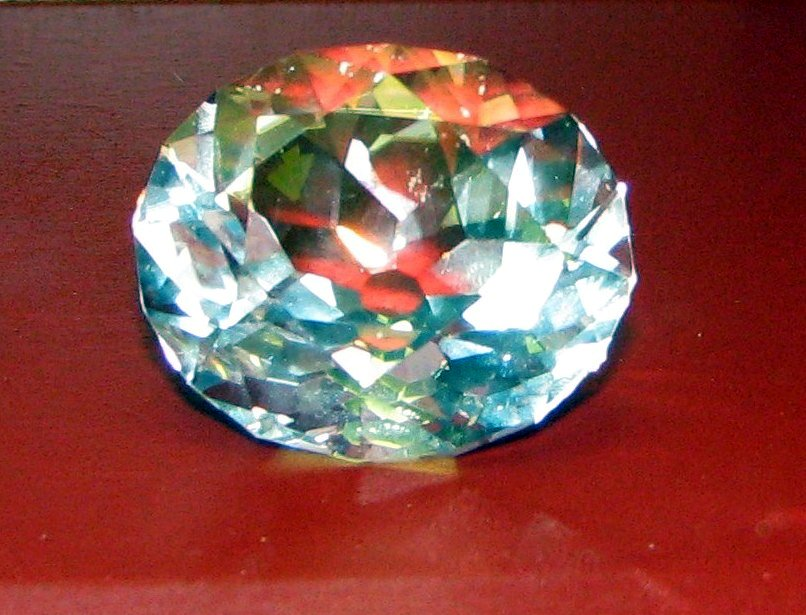
Стеклянная копия алмаза после переогранки

В 1849 году сокровищница Лахора перешла во владение британских властей. Бриллиант сначала попал к британскому   главному комиссару Пенджаба Джону Лоуренсу и едва не был потерян — Лоуренс не придал значение ценности камня и только верный слуга нашёл его среди вещей господина. 6 апреля 1850 года «Кохинур» покинул пределы Индии и достиг Британии 2 июля 1850 года. Ценный груз принял исполняющий обязанности Председателя Совета директоров Ост-Индской компании Дж. В. Логг, который и передал бриллиант, в числе прочих индийских ценностей, королеве Виктории. Она оставила такую запись в своём дневнике:

Драгоценности великолепны. Они принадлежали Ранджиту Сингху и были найдены в сокровищнице Лахора. Я счастлива, что отныне они принадлежат британской короне и позабочусь о том, чтобы бриллианты стали частью короны.
Оригинальный текст (англ.)The jewels are truly magnificent. They had also belonged to Ranjit Singh and had been found in the treasury of Lahore.... I am very happy that the British Crown will possess these jewels for I shall certainly make them Crown Jewels.
— 
В 1851 году бриллиант был выставлен на Большой выставке в Лондоне. Несмотря на то, что за драгоценным камнем закрепилась дурная слава как о предмете, приносящем несчастья владельцу, королева игнорировала предубеждения и носила его в венце.
Индийские источники пишут, что королева Виктория испытывала неловкость перед Индией за вывоз камня «Кохинур». В 1854 году она пригласила 15-летнего единственного сына и наследника Ранжи Сингха Далипа Сингха в Британию, где назначила ему пенсию в размере 15 тыс. рупий в год, вопреки рекомендациям правительства, возражавшего против такой суммы. Далип Сингх, который передал власть над своим государством в возрасте 11 лет, воспитывался английским учителем, принял христианство и свободно говорил по-английски. В ходе своего пребывания в Англии Далип Сингх на личной встрече с Викторией и по её просьбе провозгласил передачу королеве камня, уже бывшего у неё:

Для меня, мадам, является величайшим удовольствием получить возможность как ваш верный подданный самому передать Кох-и-нур моему властителю

До 1852 года «Кохинур» ещё сохранял форму древней индийской огранки. Английские ювелиры решили, что новая отделка заставит камень заиграть заново. В 1852 году бриллиант был переогранён в Амстердаме и приобрёл плоскую форму. Масса камня при переогранке уменьшилась со 191 до 108,9 карата. Целесообразность переогранки вызвала много сомнений и критики, так как весьма сомнительна сама операция над известнейшим в мире бриллиантом, со значительной исторической и культурной ценностью, потерявшим в итоге более 42 % своей драгоценной массы. В 1853 году «Кохинур» был инкрустирован в британскую королевскую корону в составе других 2000 более мелких бриллиантов. В 1902 году бриллиант был вставлен в корону королевы Александры, изготовленную для её коронации, а в 1911 году перенесён в корону королевы Марии, изготовленную для коронации Королевы Марии. В 1937 году он был перенесён в корону королевы Елизаветы, изготовленную для возведения на престол королевы Елизаветы, где и находится в настоящий момент.
Сейчас «Кохинур» в составе Короны королевы Елизаветы хранится в Тауэре. В 2002 году во время церемонии похорон королевы-матери Елизаветы корона с бриллиантом находилась около гроба во время движения траурной процессии по улицам Лондона.

## Претензии на возвращение
В начале декабря 2015 года стало известно, что группа индийских граждан собирается подать иск к Великобритании о возвращении алмаза «Кохинур», который украшает корону Елизаветы II. По их мнению, драгоценный камень был незаконно вывезен британцами из Индии. Ранее с требованием вернуть алмаз выступал пакистанский адвокат Джавад Икбал Джафри, который подал в суд на британскую королеву Елизавету II и власти Пакистана. Однако суд города Лахор отклонил его иск.